# 里弗格羅夫 (伊利諾伊州)
里弗格羅夫（英語：River Grove）是位於美國伊利諾伊州庫克縣的一個村落。

## 地理
里弗格羅夫的座標為41°55′33″N 87°50′24″W / 41.92583°N 87.84000°W，而該地最高點為海拔高度191米（即627英尺）。

## 人口
根據2010年美國人口普查的數據，里弗格羅夫的面積為6.19平方千米，當中陸地面積為6.19平方千米，而水域面積為0.00平方千米。當地共有人口10227人，而人口密度為每平方千米1,652人。